# Oribatula lineaporosa
Oribatula lineaporosa är en kvalsterart som först beskrevs av Grobler 1993.  Oribatula lineaporosa ingår i släktet Oribatula och familjen Oribatulidae. Inga underarter finns listade i Catalogue of Life.